# Gunnar Hellström (arkivarie)
Eric Gunnar Hellström, född 13 juli 1887 i Stockholm, död 12 december 1980 i Sigtuna, var en svensk arkivman och personhistoriker.

## Biografi
Hellström avlade filosofie kandidatexamen 1910. Han blev amanuens i Stockholms stadsarkiv 1914 och arkivarie 1934. Hellström invaldes som korresponderande ledamot av Vitterhetsakademien 1952. Han blev riddare av Vasaorden 1936. Hellström publicerade artiklar i Sankt Eriks årsbok och tidningen Restauratören. Hans opublicerade dagböcker för åren 1969–1974 finns i handskriftssamlingen på Kungliga biblioteket.